# Список патриціанських родів Стародавнього Риму
Спи́сок патриціа́нських роді́в Старода́внього Ри́му.
У V—IV століття до н. е. відомі 56 патриціанських родів, на початок III ст. до н. е. їх залишилося лише 18. Останній патрицій на римському троні — імператор Ґальба. Після кінця ІІ ст. н. е. доля цих родів не простежується.
- Аврелії
- Аквілії
- Антонії
- Атернії
- Атилії
- Бебії
- Брутії
- Валерії
- Вергінії (Віргінії)
- Ветурії
- Вініції
- Вітеллії
- Волумнії
- Габінії
- Геганії
- Генуції
- Гермінії
- Горації
- Гортензії
- Гостилії
- Доміції
- Дуїлії
- Ебуції
- Егнації
- Емілії
- Кассії
- Квінктилії (Квінтілії)
- Квінкції (Квінтії)
- Клавдії
- Клелії (Клуілії)
- Клувії
- Кокцеї
- Комінії
- Корнелії
- Куріації
- Курції
- Ларції
- Лелії
- Леторії
- Лівії
- Ліцинії
- Лукреції
- Лутації
- Манлії
- Марії
- Марції
- Мелії
- Мененії (Мененції)
- Мінуції
- Муммії
- Навції
- Нуміції
- Октавії
- Оппії (Опії)
- Отацилії
- Папірії
- Пінарії
- Постумії
- Рабулеї
- Ромілії
- Рутілії
- Семпронії
- Сервілії
- Сергії
- Сестії
- Сицинії
- Сульпіції
- Сципіони
- Тарквінії
- Тарквіції
- Тарпеї
- Тицинії (Титинії)
- Туллії
- Ульпії
- Фабії
- Фаннії
- Фолії
- Фульвії
- Фурії
- Цецилії
- Цильнії
- Цинції
- Юлії
- Юнії